# Клоацина
Клоаци́на, или Клоаки́на (лат. Cloacina, от архаического латинского cluo — «очищаю», родственного также др.-греч. κλύζω — «промываю») — в римской религии богиня-покровительница городской канализации Древнего Рима. Предположительно заимствованная у этрусков, она была отождествлена римлянами с Венерой и рассматривалась как её ипостась — Venus Cloacina: Венера-Очистительница, Венера Клоаки. Святилище Венеры Клоацины находилось на Римском форуме у места, где сточный канал, проходивший под базиликой Эмилия, вливался в Большую Клоаку.

## Древние свидетельства
Упоминается в комедии «Куркулион» Плавта  (стих 471; в переводе Алексея Артюшкова — «…храм богини всех клоак…»), у Тита Ливия («История от основания города», III, 48), у Плиния Старшего («Естественная история»,  XV, 119). Плиний передаёт легенду о том, что культ Венеры Клоацины был учреждён Титом Тацием.
Для ранних христианских писателей — Августина Блаженного («О граде Божьем», IV, 8) и Лактанция («Божественные установления», I, 20, 11) наличие туалетного божества — одно из доказательств низменности, ложности языческих верований.

## В позднейшей культуре
В новое время отсылки к Клоацине зачастую имеют характер шутки или эвфемизма — как, например, в «Письмах из Болгарии» Теплякова (1833):

Находящийся в другой части города провал почитается жителями входом в древние Варнские Катакомбы; ныне наружное отверстие оного обращено в жертвенник богини Клоацины, а потому мне было невозможно удостовериться в истине сего предания.

или в «Оде к нужнику» Лермонтова (около 1834):

О ты, вонючий храм неведомой богини!

Четверостишие о Клоацине — комическое молитвенное обращение к божеству, начертанное на стене уборной, — приписывается Байрону:

O Cloacina, Goddess of this place,

Look on thy suppliants with a smiling face.

Soft, yet cohesive let their offerings flow,

Not rashly swift nor insolently slow.

В романе Терри Пратчетта «Финт», действие которого происходит в викторианскую эпоху, Клоацина неоднократно упоминается как «Госпожа», «Владычица» лондонской канализации.